# KATV Norica
Die Katholisch-Akademische Turnverbindung Norica (KATV Norica) zu Graz im ÖKV ist eine österreichische nichtfarbentragende, nichtschlagende Studentenverbindung, die dem Kartellverband katholischer nichtfarbtragender akademischer Vereinigungen Österreichs, kurz ÖKV, angehört.

## Hintergrund
Die Norica wurde am 26. Mai 1930 von Professoren und Studenten des Fürstbischöflichen Gymnasiums und des Marieninstitutes in Graz gegründet. Zuvor bestand schon seit den frühen 1920er Jahren auf dem Grazer Hochschulboden (Gelände der Universität) der Turnverein katholisch-deutscher Hochschüler. Dieser Turnverein war entscheidend mitverantwortlich bei der Gründung der Norica, da er ein bereits bestehendes Fundament lieferte. Der Name Norica ist die weibliche Form des Namens der römischen Provinz auf heutigem (nieder-)österreichischen Boden (Noricum), insbesondere in Gedenken an den Missionar Severin von Noricum.
Die KATV Norica war Mitglied der Christlich-Deutschen Turnerschaft Österreichs und die Gründung erfolgte wohl auch mit der Absicht ein katholisches Gegengewicht zu den freiheitlichen Akademischen Turnvereinen und dem Jahnbund zu schaffen. Dennoch baut der sportliche Gedanke der KATV Norica auf den turnerischen Prinzipien von Friedrich Ludwig Jahn auf, der den sportlichen Geist des 19. und 20. Jahrhunderts entscheidend geprägt hatte. In weiterer Folge sind dadurch und durch die Mitgliedschaft in der Christlich-Deutschen Turnerschaft Österreichs die Farben Noricae Schwarz-Rot-Gold leicht erklärt, wobei darüber hinaus deren Symbolik für Freiheit, Recht und Einigkeit sowie deren Popularität zu dieser Zeit eine große Rolle spielten. Der Vorstoß (unteres linkes Viertel des Wappenschildes) verweist mit den päpstlichen Farben Gold und Weiß auf den katholischen Glauben, woraus sich zusammen mit dem Dreifarb eine seltene Kombination ergibt. Die akademische Positionierung und der Turngedanke zusammen mit der katholischen Grundhaltung ergaben das Kürzel KATV.
Bereits zuvor waren generell Zwistigkeiten zwischen den katholischen und freiheitlichen Korporationen vorgekommen und von einem Akademischen Kulturkampf die Rede gewesen. Die Gründung einer weiteren katholischen Studentenverbindung in der überwiegend freiheitlich geprägten Hochschullandschaft von Graz war dabei eine zusätzliche Provokation, der Schwerpunkt des österreichweiten „Holzkomments“ lag in Graz und dessen 1895 gegründeter Universität. Der Altherrenverband des suspendierten Grazer Corps Norica legte gegen die nichtgenehmigte Gründung unter ihrem Namen Protest bei den Rektoraten der beiden Grazer Hochschulen ein. Auch die Annahme der burschenschaftlichen Farben Schwarz-Rot-Gold führte zu ernsten Auseinandersetzungen.

## Kontroverse um die Gründung
Als problematisch für die österreichtreuen katholischen Verbindungen, namentlich auch der Norica, stellte sich der hohe damalige Anteil deutscher Studenten in Graz dar. So versuchten bei der am 14. Mai 1931 vollzogenen akademischen Anerkennung der KATV Norica freiheitliche Studenten schlagende Grazer Verbindungen diese zu verhindern, indem sie die Eingänge der Karl-Franzens-Universität verbarrikadierten. Den Mitgliedern der KATV Norica gelang es jedoch unter dem Aufgebot aller damaligen Grazer katholischen Korporationen (KV und CV Verbindungen), den Zutritt gegenüber einer zahlenmäßig überlegenen Gegenpartei zu erzwingen, somit sich schließlich bei dem damaligen Rektor der Universität offiziell zu melden und damit den anerkannten Status einer Hochschulverbindung zu erlangen. Die Auseinandersetzungen waren allerdings damit noch nicht abgetan und so musste die Stadtpolizei beide rivalisierenden Gruppen während des gesamten Festzuges vom Universitätsplatz über den Ring und die Herrengasse bis hin zur Sackstraße voneinander fernhalten. Erst dort konnte die Ruhe mit Unterstützung des Heeres wieder hergestellt werden. Die Zeitungen titelten am Tag danach: Studentenschlacht zu Graz oder Studentenschlacht vor den Toren der Grazer Universität. Die Bezeichnung erinnert an die sogenannte Austernschlacht, bei der 1889 Angehörige der gleichnamigen Norica in Wien (im ÖCV) von hunderten feindlich gesinnten national-freiheitlichen Studenten auf der Uni zusammengeschlagen worden waren. Die reichsdeutschen Studenten verließen nach 1933 aufgrund der Tausend-Mark-Sperre in großer Anzahl die Stadt.

## Zeit des Nationalsozialismus
1933 trat die Norica aus dem KV aus (indem sie zuvor außerordentliches Mitglied war) und gründete mit Aggstein, Austria, Winfridia und Tirolia am 22. bzw. 23. Juli den ÖKV. Dies war nach der Gleichschaltung des KV durch die NSDAP in Deutschland nötig geworden, nachdem die Tirolia und Norica zuvor korporativ der Vaterländischen Front beigetreten waren, eine Vereinigung die mit dem von der NSDAP geforderten Bekenntnis zum großdeutschen Gedanken unmöglich vereinbar war. 1938, wie schon 1935 in Deutschland, wurden alle Verbindungen verboten, deren Eigentum konfisziert und deren Fahnen, Wichsen und anderen Embleme in öffentlichen Verbrennungen vernichtet. Die Norica kam dem aber durch Selbstauflösung zuvor und konnte dadurch eine ansehnliche Geldsumme sowie ihre Gründungsfahne retten.
In der NS-Zeit (1938–1945) kam es immer wieder zu Treffen von Noricanern, wobei auf die Geheimhaltung besonders geachtet werden musste, da das NS-Regime ausdrücklich feststellte, dass die österreichischen KVer über die Grenzen Österreichs hinaus gegen das Dritte Reich konspirieren würden.

## Nach 1945
Die Rekonstitutionen sowohl in Innsbruck (Rhenania), als auch in Graz (Norica) dauerten etwas länger. 1946, unter englischer Besatzungsmacht, erfolgte die Rekonstruierung des AH-Vereines und 1949 die der Aktivitas. Seitdem weist die KATV Norica ein aktives Verbindungsleben auf, indem ihre Mitglieder die Prinzipien Religio, Amicitia, Scientia und Patria (Religion, Freundschaft, Wissenschaft und Vaterland) pflegen.
Im Jahr 2001 wurde dann das Norica-Haus in der Leonhardstraße erworben.
Am 16. Oktober 2009 überfielen fünf bis sechs Vermummte das Vereinshaus der Norica, bei dem fünf der dort anwesenden Personen verletzt wurden.

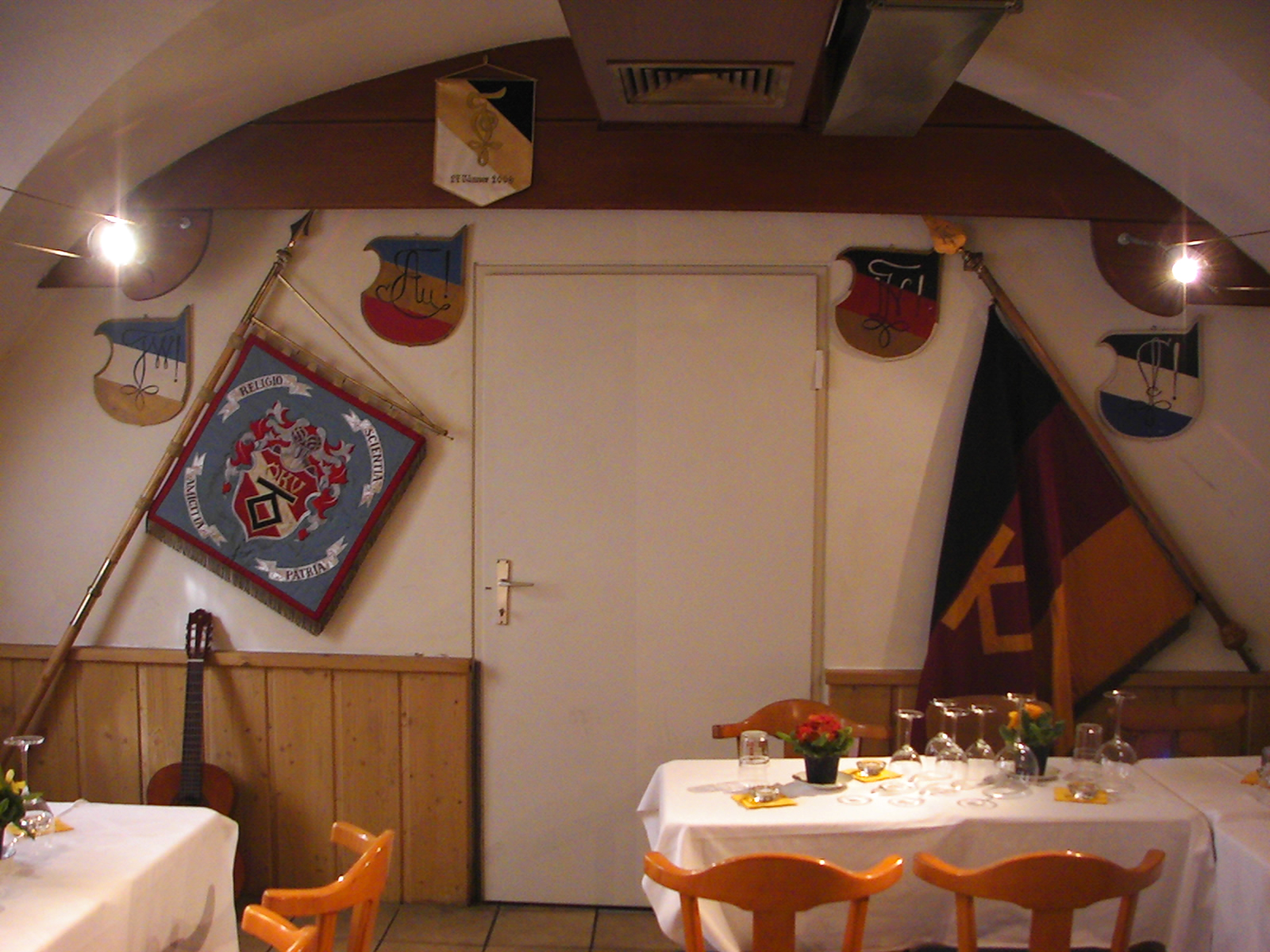
Bude der KATV Norica mit ÖKV Standarte (links), Gründungsfahne aus 1930 (rechts), sowie GKV Farbschilder (oben)
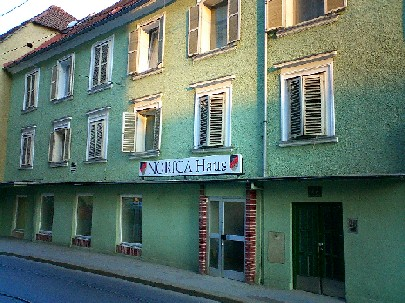
Verbindungshaus Noricae (seit 2001)
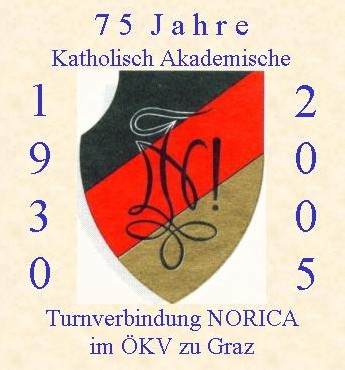
Logo der KATV Norica zum 75. Stiftungsfest (2005)

## Bekannte Mitglieder
- Hanns Koren (1906–1985), Professor, österreichischer  Nationalratsabgeordneter und Begründer des steirischen Herbstes
- Gerhard Lojen (1935–2005), Architekt, Maler und Pädagoge